# Julen Elgorriaga
José Julián Elgorriaga Goyeneche, más conocido como Julen Elgorriaga (Fuenterrabía, Guipúzcoa, 3 de febrero de 1948) es un expolítico español. Miembro del Partido Socialista de Euskadi-Euskadiko Ezkerra, trabajó en la Caja de Ahorros de Guipúzcoa. Fue nombrado Gobernador civil de Guipúzcoa en 1982, tras el triunfo del PSOE en las Elecciones generales de octubre de ese año. 
El 17 de marzo de 1987, fue nombrado Delegado del Gobierno en el País Vasco. El cargo de Gobernador civil de Guipúzcoa recayó en Ricardo Navajas.
Implicado en la guerra sucia contra ETA, fue llevado a juicio en 2000. Fue condenado por el Caso Lasa y Zabala a 67 años de prisión, siendo puesto en libertad provisional por enfermedad coronaria el 23 de julio de 2001.

### Proceso judicial
El 26 de abril de 2000, fue condenado a 67 años de prisión por el secuestro y asesinato en 1983 de José Antonio Lasa y José Ignacio Zabala, una de las primeras acciones de los denominados GAL (Grupos Antiterroristas de Liberación). Junto al exgobernador civil de Guipúzcoa Julen Elgorriaga, fueron condenador el general Enrique Rodríguez Galindo, el teniente coronel Ángel Vaquero —por aquel entonces capitán y jefe del Servicio de Información en la Comandancia de Intxaurrondo— y los exguardias civiles Enrique Dorado y Felipe Bayo. 

#### Hechos
El 17 de octubre de 1983 Lasa y Zabala fueron secuestrados en Bayona, Francia, por miembros del GAL. Fueron retenidos en el cuartel de la Guardia Civil de Intxaurrondo. Siguiendo instrucciones del general Galindo, les llevaron al palacio de La Cumbre, en San Sebastián, donde fueron torturados. A la vista del estado en que quedaron, el general Galindo, con el conocimiento del gobernador civil Julen Elgorriaga y del teniente coronel Ángel Vaquero, ordenó su desaparición. Los guardias civiles Enrique Dorado y Felipe Bayo los llevaron a Busot, Alicante, cavaron una fosa, y el primero les disparó tres tiros en la cabeza. Después los enterraron. En enero de 1985 fueron hallados sus restos, pero permanecieron sin identificar hasta 1995, ya que sus cuerpos habían sido enterrados en cal viva, lo que dificultó su identificación.
Las penas para los cuatro condenados oscilaron entre 67 y 71 años de prisión. Más tarde, el Tribunal Supremo elevó en cuatro años —hasta 75— la condena al entender que el prevalimiento de su cargo público en la comisión de los delitos era un agravante añadido. Rodríguez Galindo ingresó en prisión el 9 de mayo de 2000 en la prisión militar de Alcalá de Henares.